# 利亞姆·波爾沃斯
利亞姆·波爾沃斯（英語：Liam Polworth；1994年10月12日—）是一位蘇格蘭足球運動員。在場上的位置是中場。現效力於蘇超球隊基爾馬諾克，曾效力於恩華尼斯。他也代表蘇格蘭U16和U17國家足球隊參賽。